# Hundetrainer
Hundetrainer bzw. Hundeerzieher ist die Tätigkeitsbezeichnung für Menschen, die sich mit der Kommunikation zwischen Hunden und deren Haltern befassen. Als Beruf ist er nicht staatlich anerkannt, Mindestanforderungen an die Ausbildung bestehen nicht.

## Berufsbild

### Begriff
Es gibt weder eine geregelte Ausbildung noch staatlich anerkannte Diplome für Hundetrainer. Die Bezeichnung ist auch kein geschützter Begriff oder Beruf, so dass sich aus rechtlicher Sicht jedermann als Hundetrainer bezeichnen darf.
Aufgabenfeld des Hundetrainers ist die Erziehung von Hunden unter Mitwirkung des Hundehalters sowie das Trainieren für Hundesport. Unterschiede sollten gemacht werden zum Tiertrainer, der für ganz bestimmte Bereiche den Hund ausbildet, zum Beispiel für den Auftritt in Filmen und Fernsehen.
Hundetrainer können zum Beispiel eine eigene Hundeschule unterhalten oder in einem Verein tätig sein.

### Aufgabenbereich
Die Aufgaben eines Hundetrainers sind weitläufig und unterliegen zum Großteil der aktuellen Nachfrage auf dem Haltermarkt. So gewinnen neben der klassischen Gehorsamserziehung (im Einzel- oder Gruppenunterricht, meist nach Altersstufen unterteilt) Hundesportkurse wie Agility, Obedience oder Mantrailing an Beliebtheit.
Weitere Aufgaben eines Hundetrainers können beispielsweise das Anleiten von Hundehaltern, die Beratung vor dem Hundekauf, die Beratung bei der Erziehungsarbeit oder die Durchführung von Seminaren und die Ausbildung anderer Hundetrainer sein.

## Aus- und Weiterbildung, Zertifizierung in Deutschland
Eine standardisierte Ausbildung zum Hundetrainer existiert nicht. Da die Bezeichnung nicht geschützt ist, dürfen die Bezeichnungen Hundetrainer und ähnliche Bezeichnungen wie Hundeerzieher, Hundepsychologe oder Kynopädagoge ohne Einschränkung von jedermann geführt werden. Das Tierschutzgesetz legt in § 11 Abs. 1 Nr. 8f fest, dass jemand, der gewerbsmäßig für Dritte Hunde ausbilden oder die Ausbildung der Hunde durch den Tierhalter anleiten will, der Erlaubnis der zuständigen Behörde bedarf.
Die Arbeitsgruppe Hundehaltung in der deutschen Bundestierärztekammer (BTK) hat einen umfassenden Test erarbeitet, der als Basis für die Zertifizierung von Hundetrainern genutzt werden soll. Der Test wurde 2007 als Pilotprojekt in Schleswig-Holstein eingeführt und wird dort von der Landestierärztekammer mit Unterstützung des Innenministeriums angeboten. Die Zertifizierung durch eine Behörde soll die Objektivität der Prüfung gewährleisten, ohne dass man bei einem Interessenverband Mitglied sein muss. Inzwischen gibt es eine Prüfungsordnung für Hundetrainer, die bundesweit gelten soll.
Seit 2007 bietet die Industrie und Handelskammer (IHK) Potsdam in Zusammenarbeit mit dem Berufsverband der Hundeerzieher und Verhaltensberater (BHV) einen IHK-Zertifikatslehrgang mit 312 Theoriestunden und 500 Praxisstunden zum „Hundeerzieher und Verhaltensberater IHK/BHV“ an. Der BHV übernimmt dabei die praktische Ausbildung der Teilnehmer, die IHK kümmert sich um die Theorie. Dieser Lehrgang ist keine staatliche Ausbildung, sondern die Zusammenarbeit eines Berufsverbandes mit der IHK, bei der die IHK ihre Fachkompetenz im kaufmännischen Bereich einbringt. Staatliche Ausbildungen gibt es in diesem Bereich nach wie vor nicht und sind in absehbarer Zeit auch nicht in Sicht.

## Arbeitstechniken und Hilfsmittel
Viele Hundetrainer bedienen sich verschiedener Techniken, die Verhaltensforscher oder andere Trainer geprägt haben. Ein für alle Gegebenheiten ideales Trainingsmodell gibt es nicht, das Training ist auf die individuelle Situation von Hund und Hundeführer abzustimmen.
Im Training werden unterschiedliche Hilfsmittel eingesetzt. Sie dienen dazu, den Hund zu kontrollieren, sich mit ihm zu verständigen oder bestimmte Verhaltensweisen zu üben. Es gibt jedoch auch Techniken, die ohne Hilfsmittel arbeiten.